# Randi Miller
Randi Criner Miller (ur. 3 listopada 1983 w Arlington) – amerykańska zapaśniczka w stylu wolnym, brązowa medalistka olimpijska.
Brązowa medalistka igrzysk olimpijskich w Pekinie w 2008 w kategorii wagowej do 63 kg. Pierwsza na mistrzostwach panamerykańskich w 2006. Czwarta w Pucharze Świata w 2007 i 2015 i szósta w 2014. Wojskowa mistrzyni świata w 2014 roku.